# Антоній (Шокотов)
Єпископ Антоній (Олексій Андрійович Шокотов; 1799, Богородична слобода, Ізюмський повіт, Слобідсько-Українська губернія — 13 березня 1871, Кишинів) — український та молдовський релігійний діяч, випускник Харківського колегіуму, викладач Київської духовної академії, ректор Полтавської духовної семінарії. Один із останніх українців — діячів синодального московського православ'я.
Єпископ Російської православної церкви (безпатріаршої), архієпископ Кишинівський та Хотинський РПЦ у російській зоні окупації Молдови.

## Життєпис
Народився в сім'ї диякона.
Першу освіту отримав у Харківському колегіумі.
28 серпня 1823 закінчив курс Київської духовної академії зі ступенем магістра та призначений професором математики та німецької мови у Полтавській духовній семінарії.
20 грудня 1825 — переведений бакалавром філософських наук до Київської духовної академії.
30 листопада 1829 — рукопокладений у священика у Києво-Подольській Константинівській церкві.
8 квітня 1831 — призначений екстра-ординатором професором Київської духовної академії.
Став вдівцем. 7 квітня 1834 — пострижений у чернецтво. Займаючи посаду професора на катедрі богословських наук, у серпні того ж року призначений інспектором академії та членом Київського цензурного комітету.
14 червня 1836 — зведений в сан архімандрита, а 23 червня призначений ректором Полтавської духовної семінарії.

### Еміграція до Московії
23 червня 1841 — ректор Псковської духовної семінарії та управитель Спасо-Єлизарівським монастирем.
24 січня 1845 — настоятель Сетуського Печерського монастиря в Сетумаа.
2 квітня 1850 — хіротонія в єпископа Волзького, вікарія Саратовської єпархії в татарському Поволжі.
Вольський вікаріат було створено для боротьби із старообрядницьким розколом. Прибувши до Вольська у травні 1850 Антоній відвідав іргізські монастирі і переконався, що старообрядництво вкорінилося у Саратовському краї. До своїх обов'язків приступив енергійно. Однак у тому ж році Святий Синод визнав існування Вольського вікаріату непотрібним.
19 грудня 1850 — єпископ Староруський, вікарій Новгородської єпархії.
27 серпня 1853 — єпископ Оренбурзький та Уфимський в Башкортостані.
17 березня 1858 — єпископ Кишинівський на території тимчасово окупаваної Молдови.
1860 — викликаний до Санкт-Петербургу для присутності у Святому Синоді РПЦ.
23 квітня 1861 — зведений в сан архієпископа і нагородженим орденом Олександра Невського РПЦ.

### Діяльність у Молдові
Як єпархіальний діяч особливо себе проявив в окупованій Молдові, де протягом 13 років проповідував.
При ньому відновлено 300 церков, засновано 400 сільських шкіл, почате видання єпархіального органа з перекладом на молдовську мову для тих священнослужителів, які не знали російської. Для них молдавською мовою був видано «Збірка статей духовно-догматичного змісту».
Засновував церковні бібліотеки. За його зачином у Кишиневі відкрите жіноче єпархіальне училище, на яке Антоній жертвував власні кошти і залучав жертводавців.
Ним були введені виборні благочинні та засновані благочинні ради.
Помер 13 березня 1871. Похований у Хрестовоздвиженському катедральному соборі Кишинева у Олександрівському приділі.

## Публікації
- Слова и речи. / Изд. А. Князева, с портретом. СПб., 1862.
- Последнее слово архипастыря к своей пастве // Странник. 1871. Т. 2. Май. С. 121—123.